# The Yellow Sea
The Yellow Sea (황해?, HwanghaeLR) è un film del 2010 diretto da Na Hong-jin.

## Trama
A Yanji, nella prefettura cinese di Yanbian, lavora il tassista Gu-nam, un joseonjok. Egli, perseverando nel gioco del mahjong, inizia ad accumulare un grande debito, che va ad aggiungersi a quello che ha contratto per far emigare in Corea del Sud la moglie, della quale non ha più notizie da molto tempo. Il suo creditore, ormai spazientito, lo conduce da un malavitoso locale, Myun Jung-hak, che gli propone di saldare il debito andando in Corea ad uccidere un uomo. Senza rifletterci troppo Gu-nam prende la palla al balzo e parte per la Corea per compiere l'assassinio, ma anche per cercare sua moglie.